# Wolfenstein: Enemy Territory
Wolfenstein: Enemy Territory (ET,WET) je akční first-person počítačová hra z období 2. světové války a jako samostatného nástupce Return to Castle Wolfenstein ji vytvořila firma Splash Damage
Enemy Territory bylo původně plánováno vydat jako komerční rozšíření populární hry Return to Castle Wolfenstein.
Nicméně díky problémům s částí hry pro jednoho hráče byla multiplayer část vydána 29. 5. 2003 jako samostatná hra, kterou si lze stáhnout a hrát zadarmo. Zakladatel společnosti id Software John Carmack uvolnil zdrojový kód hry pod GPL licencí 12. srpna 2010 na QuakeConu.

## Hra
Jde o čistě multiplayer týmovou hru, lze ji hrát přes LAN nebo internet.
Jsou dvě strany – Spojenci (allies) a Osa (axis).
Ve hře lze hrát za jedno z 5 povolání:
- Voják (Soldier) – má těžké zbraně
- Medik (Medic) – léčí a oživuje
- Podpora (Field Ops) – doplňuje týmu munici a přivolává palebnou podporu
- Inženýr (Engineer) – konstrukce, opravy a demolice, též pokládání min a odminování
- Záškodník (Covert Ops) – špionáž, ostřelování, odhalování nepřátelských min dalekohledem

Hra obsahuje šest map (Goldrush, Oasis, Battery, Railgun, Radar, Fuel Dump), nicméně na internetu jsou stovky map vytvořených komunitou. Na každé mapě musí útočící strana (většinou jsou to spojenci) splnit dané úkoly během časového limitu (typicky 30 minut pro většinu map), zatímco obránci se jim v tom snaží zabránit. Mapy též obsahují volitelné cíle, které nejsou nezbytné pro vítězství, ale jejich splnění může týmu pomoci.

### Zkušenosti a dovednosti (Skills, XP)
Ve hře je systém zkušeností, kdy za různé akce hráč získá body zkušenosti v příslušné oblasti.
Po dosažení 20, 50, 90 nebo 140 bodů se úroveň dovednosti v dané oblasti zvýší, což přináší pro hráče výhody. Je 7 oblastí:

#### Battle Sense
Body se získávají za přežití v bitvě a zraňování, či zabíjení nepřátel.
- Úroveň 1 – hráč dostane dalekohled
- Úroveň 2 – rychlejší obnovování výdrže (stamina)
- Úroveň 3 – maximální zdraví o 15 vyšší
- Úroveň 4 – vidí nepřátelské miny v nejbližším okolí

#### Light Weapons
Body se získávají za zabití nepřítele lehkými zbraněmi (granáty, pistole, samopaly)
- Úroveň 1 – extra zásobník
- Úroveň 2 – rychlejší nabíjení
- Úroveň 3 – snížený rozptyl střelby
- Úroveň 4 – jako sekundární zbraň akimbo pistole – v každé ruce jedna

#### Heavy Weapons
Body se získávají za zabití nepřítele těžkými zbraněmi (kulomet v tanku, MG42, minomet, panzerfaust, plamenomet)
- Úroveň 1 – střelba z těžkých zbraní bere jen 2/3 z power baru
- Úroveň 2 – pomalejší přehřívání MG42
- Úroveň 3 – rychlejší chůze s těžkými zbraněmi
- Úroveň 4 – možnost mít samopal jako sekundární zbraň – pouze u povolání voják (soldier)

#### Signals
Body se získávají za rozdávání munice spoluhráčům a za zabíjení hráčů a ničení staveb pomocí dělostřelectva a bombardování.
- Úroveň 1 – více munice v balíčku s municí, jejich rozdávání bere méně z power baru
- Úroveň 2 – přivolání dělostřelectva a bombardování ubírá méně z power baru
- Úroveň 3 – dělostřelecké a letecké bombardování trvá dvakrát tak dlouho
- Úroveň 4 – rozpoznání převlečeného záškodníka

#### First Aid
Body se získávají za rozdávání balíčků se zdravím a oživování spoluhráčů
- Úroveň 1 – extra zásobník a granát
- Úroveň 2 – extra injekce, rozdávání balíčků se zdravím bere méně z power baru
- Úroveň 3 – injekce uzdravuje do plného zdraví
- Úroveň 4 – hráč dostane adrenalin

#### Engineering
Body se získávají za stavbu a demolici, zneškodňování min nebo za zabití minou, dynamitem, nebo puškovým granátometem
- Úroveň 1 – extra 4 granáty a 4 granáty do pušky.
- Úroveň 2 – dvakrát rychlejší pokládání i zneškodňování min a dynamitu
- Úroveň 3 – konstrukce staveb a pokládání min berou méně z power baru
- Úroveň 4 – hráč dostane vestu (flak jacket) – redukuje zranění z výbušnin na polovinu

#### Covert Operations
Body se získávají za převlékání do cizích uniforem, zabíjení zbraní s tlumičem nebo za demolice či zabíjení pomocí dálkově odpalovaných výbušnin (Satchel charges)
- Úroveň 1 – extra zásobník pro FG-42, K43 nebo M1 Garand
- Úroveň 2 – výbušniny a kouřové granáty berou méně z power baru
- Úroveň 3 – menší houpání zbraně a záškub při výstřelu
- Úroveň 4 – okamžité zabití při podříznutí nožem zezadu

### Zbraně

#### Slot 1 – nůž
Základní zbraň na boj zblízka. Útok nožem na nic netušícího hráče zezadu je poměrně účinný a jedno až dvě bodnutí zabíjí. Na některých serverech se dají nože házet. Na některých serverech je poison (injekce s jedem) pokud jí někomu píchnete spadne mu zbraň po druhém vpichu nepříteli začne ubíhat zdraví cca 20 HP/S a také má výhodu toho že nepřítel má velice rozmazané a nazelenalé vidění.

#### Slot 2 – pistole
Luger (osa) nebo Colt 1911 (spojenci) – zásobník na 8 nábojů. Covert ops (špion) má pistoli s tlumičem ale tlumič zhoršuje vlastnosti zbraně.

#### Slot 3 – hlavní zbraň
Hlavní zbraň může záviset na povolání. Některé zbraně jsou dostupné jen specifickým povoláním.
- Thompson nebo MP40 – standardní samopal s 30 náboji v zásobníku.
- Sten – samopal s tlumičem pro záškodníky (Covert Ops) – 32 nábojů v zásobníku. Je přesný a tichý, ale přehřívá se.
- Těžké zbraně – voják (Soldier) může mít Panzerfaust, kulomet MG 42, minomet nebo plamenomet a ještě jednu těžkou zbraň.
- Gewehr 43 (osa) nebo M1 Garand (spojenci) – puška, u inženýra (Engineer) se zabudovaným granátometem, u záškodníka (Covert Ops) s tlumičem a zaměřovacím dalekohledem.
- FG42 – samopal pro záškodníka (Covert Ops) se 2 režimy střelby – automatický, nebo střelba jednotlivými střelami se zaměřovacím dalekohledem. V automatickém režimu má sice velkou kadenci, ale zároveň i velký rozptyl a pouze 20 nábojů v zásobníku.

#### Slot 4 – granáty
Granáty vybuchují 5 sekund po odjištění. Granát lze podržet chvíli v ruce a tak zkrátit dobu od hození k výbuchu, což znesnadňuje nepříteli útěk před granátem.

#### Slot 5 – speciální
- Medik (Medic) – oživující injekce
- Podpora (Field Ops) – kouřový granát, ukazatel pro bombový nálet
- Inženýr (Engineer) – „kleště“ – univerzální nástroj na konstrukce, opravy a odminování
- Záškodník (Covert Ops) – kouřový granát

#### Slot 6 – speciální
- Medik (Medic) – balíček první pomoci (doplňuje zdraví)
- Podpora (Field Ops) – balíček s municí
- Inženýr (Engineer) – dynamit
- Záškodník (Covert Ops) – dálkově odpalovaná výbušnina (Satchel charges)

#### Slot 7 – speciální
- Medik (Medic) – adrenalinová injekce. Krátkodobě rychlejší pohyb a dvojnásobek zdraví.
- Inženýr (Engineer) – pokládání min.

#### Slot 8 – Dalekohled
- Podpora (Field Ops) – s její pomocí přivolává na označené místo dělostřelectvo, záškodník (Covert Ops) s ním odhaluje pozici min. Ostatní s ním mohou jen pozorovat.

## Modifikace
Hra podporuje systém modifikací, kterými umožňuje měnit vše, od zvuků ve hře až po celkový herní systém. Mezi nejpoužívanější patří:
- etmain – první mod. Postupem času ho nahradil ET pro mód. Dnes již se skoro vůbec nepoužívá.
- ET Pro Archivováno 11. 4. 2021 na Wayback Machine. – modifikace upravující pravidla ET pro potřeby soutěžních klání.
- ET Pub – podobné jak ET Pro, ale pro veřejné (public) servery.
- TrueCombat: Elite – modifikace kompletně měnící styl hry, ten se pak velmi podobá Counter-Striku.
- Jaymod – mod určený pro hru na publiku, hodně podobný etpub
- No Quarter – přidává další zbraně a dovednosti, také opravuje spoustu chyb, které byly v etpub a jaymodu
- ET nam – Američané bojují proti Vietnamcům a mají trochu modernější zbraně (M16, M3A1, AK-47, RPD, ...)
- ET Blight – přidává další dvě povolání: super voják (super soldier) a vědec (scientist)
- silEnT
- n!tmod
- infected – místo Němců jsou zombie.
- legacy – výchozí mod v ET: Legacy.

## Bot
Přestože je hra určena pro více hráčů, může ji hrát i jeden hráč, pokud si nainstaluje takzvané boty (počítačem ovládané hráče). Bohužel v dnešní době také hodně herních serverů obsahuje boty v případě, že je k serveru připojeno příliš málo lidí.
Pro Enemy Territory existuje několik botů:
- Omni-bot – podporuje více než 400 map, boti zvládají plnit všechny úkoly, například na mapě railgun mohou jezdit lokomotivou
- FritzBot[nedostupný zdroj] – podporuje jen 80 map, boti jsou vcelku inteligentní, ale neumějí splnit všechny úkoly
- Bobot – boti střílejí na nepřítele, ale jinak se pohybují poněkud chaoticky a sami bez lidské pomoci nedokáží hru vyhrát
- AI Mod